# پاچاکوتی
پاچاکوتی اینکا یوپانکی (انگلیسی: Pachacuti) که به آن پاچاکوتک نیز می‌گویند، نهمین ساپا اینکا از فرمانروایی کوسکو بود که او آن را به امپراتوری اینکاها تبدیل کرد. اکثر باستان‌شناسان اکنون بر این باورند که مکان معروف اینکاها در شهر ماچو پیچو در پرو سرزمینی است که در ابتدا برای پاچاکوتی ساخته شد.

## نام
ترکیب پاچاکوتی به یک مفهوم کیهان‌شناسی باستانی آند اشاره دارد که نشان‌دهنده تغییرو تحولات عظیم دورانهای مختلف است. در تحقیقات نام‌شناسی این نام در وقایع‌نگاری‌ها و اسناد استعماری اولیه قرن شانزدهم به صورت ⟨پاچاکوتی⟩ یا ⟨پاچاکوت⟩ یافت شده است. این شکل نوشتاری را می‌توان در زبان کچوا به صورت پاچا کوتی به معنای «چرخش جهان» بازسازی کرد. شکل ⟨پاچاکوتک⟩ (به املای زبان امروزی کچوا: ⟨پاچاکوتیق⟩ توسط نویسنده اینکا گارسیلاسو د لا وگا در کتاب «نظرات واقعی اینکاها» که در سال ۱۶۰۹ منتشر شد، معرفی شد.قبل از تاجگذاری، از پاچاکوتی به عنوان اینگا یوپانگویی یاد می‌شد، و دریانورد اسپانیایی پدرو سارمینتو د گامبوا نیز ادعا کرده است که نام کوچک پاچاکوتی، کوزی بوده است.

## مآخذ
تاریخ اینکا از طریق سنت‌ها و دهان به دهان، ریسمان‌های کیپو و تصویرنگاری‌ها منتقل می‌شد، و دارای گونه‌ها و نسخه‌های مختلف تاریخ‌نگاری، عمدتاً " زندگی‌نامه"‌ها و "شجره‌نامه"‌ها بود. منابع اصلی روایت سلطنت پاچاکوتی، وقایع‌نگاران استعماری، پدرو سارمینتو د گامبوا و همچنین خوان د بتانزوس است که روایت خود را بر اساس تاریخچه‌ها و نقل قول‌ها از افراد خاندان اینکا یا مجموعه‌ای از منابع مختلف که توسط گروه‌های تباری اینگا در کوسکو تأیید شده است، بدست می‌آورد. زندگی‌نامه‌ها در زمان مرگ ساپا اینکا گردآوری شدند و توسط خاندان حاکم بر روی کیپوهایی ترسیم شد و در نزدیکی مومیایی‌های سلطنتی اینکا قرار داده شده و نگهداری شدند. زندگی‌نامه پاچاکوتی با حمله چانکا آغاز شد و با مرگ امپراتور و شعر کوتاهی که به او نسبت داده شده بود، پایان یافت.

## تاریخ‌نگاری
پاچاکوتی، علیرغم عناصر اسطوره‌ای مختلف در دوران سلطنتش، اغلب به عنوان اولین امپراتور تاریخی اینکاها در نظر گرفته می‌شود، مورخان مختلف، پاچاکوتی را با بازنویسی سلطنت حاکمان قبلی اینکا مرتبط می‌دانند تا گسترش امپراتوری اینکا را توجیه کنند. ماهیت سلطنت پاچاکوتی، مفاهیم کیهانی مرتبط با آن، فقدان نمایان‌سازی‌های فیزیکی و شواهد باستان‌شناسی، برخی از محققان را به این نتیجه رساند که پاچاکوتی یک مفهوم ایدئولوژیک و کیهانی اینکا بوده است.
زبان شناسان، مردم شناسان، باستان شناسان، قوم شناسان و مورخان مارتی پرسینن، کاترین جولین، رودولفو سرون پالومینو، آلفرد متراوکس، برایان اس. باوئر، جان هاولند فرانسپینوزا، جان هاولند فرانکنوزا، سوریانو، خوزه آنتونیو دل بوستو دوتوربورو، و ماریا روستوروفسکی، و کارمن برناند پاچاکوتی را شخصیتی تاریخی می‌دانند، در حالی که دیگران مانند پیر دوویولس، خوان اوسیو آکونا، راینر تام زویدما، گاری اورتون و فرانک گارسیا، پاچاکوتی را شخصیتی اسطوره‌ای یا اسطوره‌ای- تاریخی می‌دانند.

## زندگی و اصل و نسب
نام کوچک پاچاکوتی، کوزی یوپانکی یا ریپاک بود و از طرف مادری به دودمان ایناکا پاناکا، در دسته هانان کوسکو (کوسکوی بالا)، در رویارویی با دسته هورین کوسکو (کوسکوی پایین) وصل می‌شد. طبق روایت‌های وقایع‌نگاران اسپانیایی، او پسر هشتمین حاکم کوسکو، اینکا ویراکوچا بود، که البته دودمان او سوچو پاناکا بود. . با اینحال ماریا روستوروفسکی، مورخ و انسان‌شناس، با تحلیل نوشته‌های باقی مانده از دوران استعماری به این نتیجه رسید که بر اساس سنت‌های جانشینی آند، که به "تواناترین" افراد اجازه می‌داد قدرت را به دست بگیرند، پاچاکوتی پسر اینکا ویراکوچا نبود، و این امر او را از نظر اسپانیایی‌ها که معتقد به مفاهیم اروپایی ارشدیت بودند، نامشروع می‌کرد. به گفته کاترین جولین، مشروعیت اینکاها به جای اینکه بر اساس نسب مستقیم از آخرین حاکم باشد، بر جایگاه آنها تمرکز می کرد، جایگاهی که به نوادگان مستقیم مانکو کاپاک و همسر خواهرش داده می‌شد و با خدای خورشید مرتبط بود و از مادر یا پدر  به ارث می‌رسید.